# Lemkovščina
Lemkovščina je vzhodnoslovanski jezik. Govorijo jo Lemki, ki so dejansko etnična skupina Rusinov na Poljskem,  Slovaškem in v Ukrajini. Zaradi tega nekateri menijo, da je lemkovščina samo narečje rusinščine, dokler ukrajinski jezikoslovci trdijo, da je ukrajinsko podnarečje (rusinščina je nepriznan jezik v Ukrajini). Samostojni jezikoslovci, kot pri rusinščini, si tako o vprašanju lemkovskega jezika niso enotni. Rusinščina ima tri standardne norme: tradicionalna rusinščina v Zakarpatski oblasti, panonska rusinščina v Vojvodini ter lemkovščina.
V lemkovščini je močnejši vpliv zahodnoslovanskih jezikov (predvsem poljščine). Lemkovščina je v narečnem kontinuumu z vzhodno slovaščino. Osnova lemkovskega knjižnega jezika je učbenik Metodija Trohanovskija: Bukvar: Perša knyžečka dlja narodnŷch Skol.
Leta 1918 so Lemki ustvarjali svojo samostojno državo, Lemkovsko republiko. Uradni jezik republike je bil lemkovski.
Poljski jezikoslovec Zdzisław Stieber je veliko delal za dokumentacijo lemkovščine.
Na Univerzi Prešov je fakulteta rusinskega jezika ter književnosti, kjer se ukvarjajo z lemkovščino. Časopis Karpatska Rus' na Poljskem je napisan v tem jeziku.